# 쿠즈군
《쿠즈군》(튀르키예어: Kuzgun)는 2019년 방영된 터키의 텔레비전 드라마이다.